# Michael Guht
Michael Guht (* 16. Juni 1973 in Wetzlar) ist ein ehemaliger deutscher Fußballspieler. Er spielte 1996/97 für Eintracht Frankfurt in der 2. Fußball-Bundesliga.

## Leben und Karriere
Guht begann mit dem Fußballspielen beim FC Burgsolms. Er spielte dort u. a. mit dem späteren Profi Matthias Hagner zusammen und wurde auch für die Hessenauswahl entdeckt. Als B-Jugendlicher wechselte er zu Eintracht Frankfurt, erhielt aber keinen Profivertrag. Guht ging deshalb 1991 zur SpVgg Bad Homburg und spielte in der Oberliga Hessen. Es folgten weitere Stationen in Mittelhessen: beim FSV Steinbach (Landesliga Mitte), beim VfB Gießen, mit dem er 1995 den Aufstieg in die Oberliga Hessen schaffte, sowie beim VfR 19 Limburg. Zur Spielzeit 1996/97 wechselte er erneut zu Eintracht Frankfurt, um bei den Amateuren in der Oberliga Hessen zu spielen.
Unter Stepanović und später Ehrmanntraut kam er auch in der ersten Mannschaft in der 2. Fußball-Bundesliga zum Einsatz, konnte sich aber nicht auf Dauer bei den Profis etablieren. Sein einziges Tor in der zweiten Bundesliga gelang ihm am 30. September 1996 beim 1:1 beim FC Carl Zeiss Jena. Nach nur einer Saison bei der Eintracht ging er gemeinsam mit Carsten Hennig zum FSV Frankfurt, mit dem er in die damals drittklassige Regionalliga Süd aufstieg. Von 1998 bis 2001 spielte er beim SV Wehen (ebenfalls Regionalliga Süd). Es folgten weitere Stationen erneut in Mittelhessen, u. a. gelang der Aufstieg mit dem FSV Steinbach in die Oberliga. Wegen eines Knorpelschadens musste Guht für längere Zeit pausieren. Seine letzte Station als Fußballspieler hatte er bei Eintracht Wetzlar in der Oberliga Hessen; es folgten noch Engagements als Spielertrainer in Volpertshausen sowie bei der SG Kubach/Edelsberg.
Parallel zum Fußball absolvierte er ein Lehramtsstudium in Gießen. Guht arbeitet heute als Lehrer für Mathematik und Sport an der Johannes-Gutenberg-Schule in Ehringshausen und spielt außerdem noch in der Traditionsmannschaft von Eintracht Frankfurt.